# Xaintray
Xaintray és un municipi francès situat al departament de Deux-Sèvres i a la regió de la Nova Aquitània. El 2018 tenia 237 habitants.